# طرح باغ‌شهر

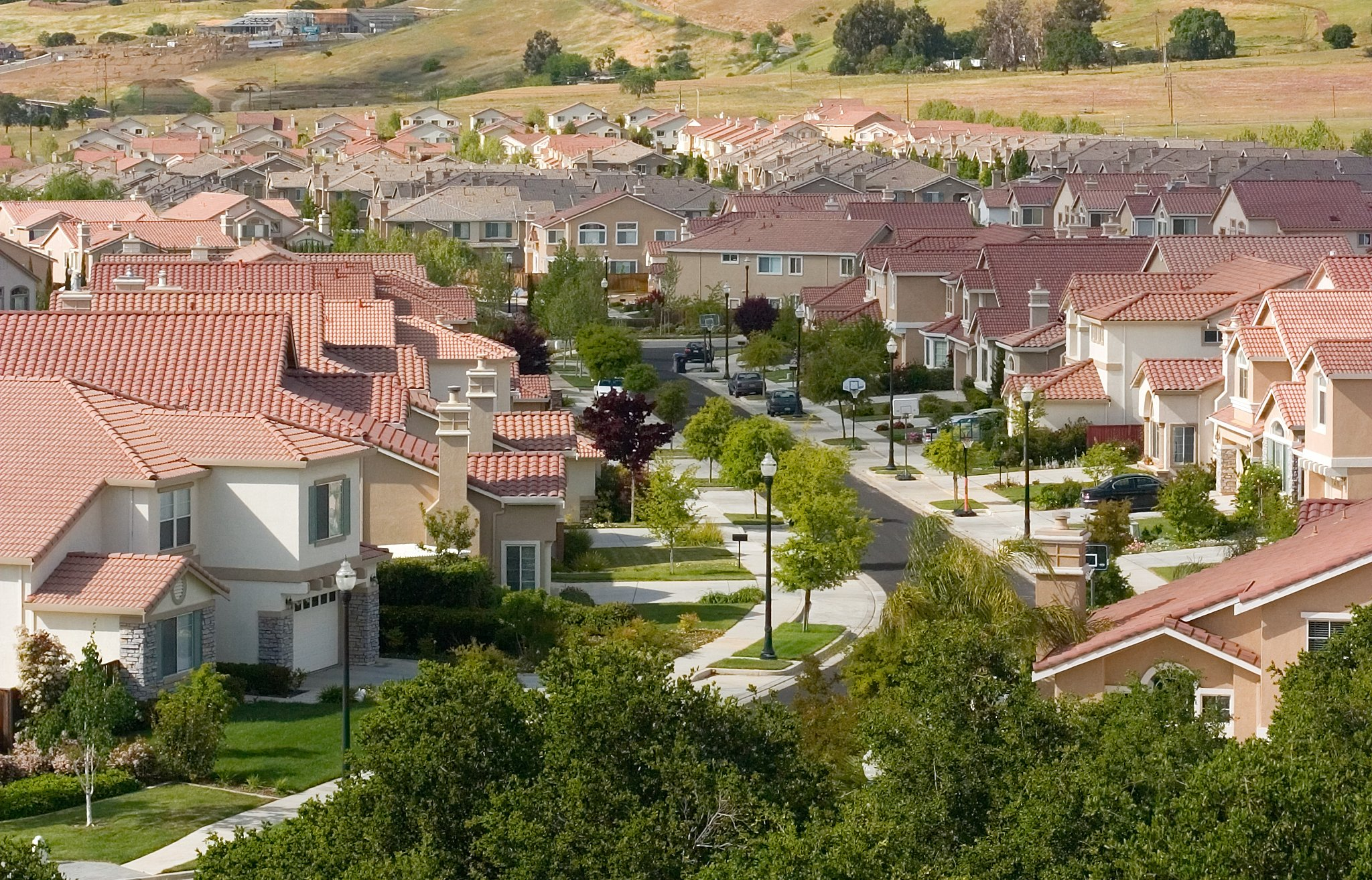
طرح باغ‌شهر

طرح باغ‌شهر (به انگلیسی: Garden City Planning) یک جنبش برنامه‌ریزی شهری در قرن بیستم است که جوامع اقماری در حومه شهر را ترویج می‌کرد و با کمربند سبز جدا می‌شد.
این طرح توسط ابنزر هوارد و در زمانی مطرح شد که کارگران کم درآمد نظر به موقعیت محل کار و مکان سکونت‌شان، به مشکل مواجه شده بودند. کارگران می‌توانستند مسکن با کیفیت پایین در مرکز شهر، یا مسکن با کیفیت مطلوب و آب و هوای پاک در اطراف شهر انتخاب کنند. انتخاب مسکن مناسب در اطراف شهر، نظر به هزینهٔ بالای حمل و نقل برای طبقهٔ کم درآمد مناسب به نظر نمی‌رسید.
هوارد برای رفع این مشکل طرح باغ‌شهر را پیشنهاد کرد. طرح مذکور گنجایش جمعیت در حدود ۳۲ هزار نفر را داشت.
نظریه باغ‌شهر ابنزر هاوارد که در اوایل قرن بیستم ارائه شد تحول مهمی در شهرسازی قرن بیستم محسوب می‌شود؛ به گونه‌ای که لوییز مامفرد (متفکر و شهرساز بزرگ قرن بیستم) چنین عنوان می‌کند که: «در آغاز قرن بیستم دو ابداع مهم به وقوع پیوست: هواپیما و باغ‌شهر؛ این هر دو طلایه داران عصر جدید بودند. اولی بشر را قادر به پرواز بر فراز زمین ساخت و دومی مکان زیست نیکوتری را روی زمین به او وعده داد.»

## شکل‌گیری نظریه باغ‌شهر
هوارد با خواندن کتابی دربارهٔ جنبش تعاونی در آمریکا که تأثیر زیادی بر زندگی و آینده اش گذاشت و سرچشمه الهام اندیشه باغ‌شهر شد. او به این فکر افتاد که آن اصول را با مقیاس کوچکتری در یک شهر نمونه به اجرا درآورد. اندیشه‌های ابنزر هاوارد به نوعی ادامه آرمان شهرهای نیمه نسخت سده نوزدهم و به ویژه، عقاید رابرت اوئن که اجتماعاتی کامل و بودن نقص به‌شمار می‌رفت.
هوارد اندیشه‌هایش را در کتابی کوچک به نام «فردا یک مسیر صلح‌آمیز برای یک رفرم اجتماعی» منتشر کرد (۱۸۹۸). او در این کتاب، شهر آینده را توصیف کرد و حتی طرح‌هایی را ارائه داد. اما تأکید نمود که این طرح‌ها منحصراً نمودار هستند و برای تحقق‌پذیری آن باید جای آن‌ها را از پیش انتخاب کرد و بر پایه شرایط آن مکان، طراحی نمود. این کتاب در چاپ دوباره‌اش در ۱۹۰۲، باغ‌شهرهای فردا تغییر نام یافت.

## ساختار طرح باغ‌شهر
این طرح، روی استفاده بیشتر از قابلیت پیاده‌روی تأکید می‌کرد. تراکم جمعیت ۷۵ نفر در هر هکتار با توزیع متوازن محل‌های کار، آموزش و دیگر تسهیلات در نظر گرفته شده بود.
اغلب بخش‌های شهر، قابلیت دسترسی بدون وسایل نقلیه را داشت. شهر مرکزی از هر باغ‌شهر، حدود ۵ کیلومتر فاصله داشت و این فاصله، با سیستم حمل و نقل ریلی، حداقل ۵ دقیقه را در بر می‌گرفت.